# Maria Orachelasjvili
Maria Ivanovna Orachelasjvili (Russisch: Мэри Ивановна Орахелашвили; geboortenaam: Карасёва; Karaseva) (Honolulu, 30 september 1910 - Moskou, 16 mei 1991) was een basketbalspeler die uitkwam voor verschillende teams in de Sovjet-Unie. Ze werd Meester in de sport van de Sovjet-Unie in 1947.

## Carrière
Orachelasjvili speelde sinds 1925 voor Stroitel Moskou. In 1934 en 1936 word ze Landskampioen van de Sovjet-Unie met Team Moskou en in 1935 werd ze tweede. Van 1937 tot 1938 speelt ze voor KOR Moskou. In 1939 verhuisde ze naar Lokomotiv Moskou en werd vier keer tweede om het Landskampioenschap van de Sovjet-Unie in 1939, 1940, 1944 en 1949. Ook werd ze vier keer derde om het landskampioenschap van de Sovjet-Unie in 1947, 1948, 1950 en 1951.
Ze is afgestudeerd aan de Russische Sportuniversiteit "GTSOLIFK".
Ze werd begraven op de Vostryakovskoye begraafplaats, naast haar echtgenoot Merab Orachelasjvili.

## Erelijst
- Landskampioen Sovjet-Unie: 2
  - Winnaar: 1934, 1936
  - Tweede: 1935, 1939, 1940, 1944, 1949
  - Derde: 1947, 1948, 1950, 1951